# Lista de pinturas do Museu Nacional de Machado de Castro
Esta lista de pinturas do Museu Nacional de Machado de Castro é uma lista não exaustiva de 
pinturas existentes Museu Nacional de Machado de Castro, não contendo assim todas as pinturas que fazem parte do acervo do MNFMC, mas tão só das que se encontram registadas na Wikidata.
A coleção de pintura são maioritariamente obras portuguesas de entre o século XV e o século XX, mas incluindo também um núcleo interessante de pinturas flamengas do século XVI onde se destaca o Tríptico da Paixão de Cristo, c. 1514-17, de Quentin Metsys.
Na segunda coluna desta lista, a designação em itálico significa que não existe artigo na Wikipédia sobre essa pintura, existindo apenas a ficha (elemento/item/objecto) Wikidata.
A lista está ordenada pela data de criação de cada pintura.
| Imagem | Título                                               | Criador                                | Data de Criação     | Parte de                            | Descrito em |
| ------ | ---------------------------------------------------- | -------------------------------------- | ------------------- | ----------------------------------- | ----------- |
|        | Nossa Senhora da Cadeira                             | No/unknown value                       | 1450                |                                     |             |
|        | Tríptico de Santa Clara                              |                                        | década de 1480      |                                     |             |
|        | Assunção da Virgem                                   | Vicente Gil                            | século XV           |                                     |             |
|        | Assunção de Maria Madalena                           | Manuel Vicente                         | 1500                |                                     |             |
|        | Santa Catarina de Alexandria                         | Manuel Vicente                         | 1500                |                                     |             |
|        | Santa Face                                           | No/unknown value                       | século XV           |                                     |             |
|        | A Virgem Maria e o Menino Jesus                      | Adriaen Isenbrandt                     | 1505                |                                     |             |
|        | Tríptico da Paixão de Cristo                         | Quentin Matsys                         | década de 1510      |                                     |             |
|        | Assunção da Virgem Maria                             | No/unknown value                       | 1510                | Políptico flamengo de Celas         |             |
|        | Lamentação de Cristo                                 | No/unknown value                       | 1510                | Políptico flamengo de Celas         |             |
|        | Políptico flamengo de Celas                          | No/unknown value                       | 1510                |                                     |             |
|        | Natividade                                           | No/unknown value                       | 1510                | Políptico flamengo de Celas         |             |
|        | Adoração dos Reis Magos                              | Vicente Gil                            | século XVI          |                                     |             |
|        | Flagelação de Cristo                                 | Quentin Matsys                         | 1517                | Tríptico da Paixão de Cristo        |             |
|        | Ecce Homo                                            | Quentin Matsys                         | 1517                | Tríptico da Paixão de Cristo        |             |
|        | Achamento da Cruz por Santa Helena                   | Cristóvão de Figueiredo                | década de 1520      | Políptico do Mosteiro de Santa Cruz |             |
|        | Ecce Homo                                            | Cristóvão de Figueiredo                | 1521                | Políptico do Mosteiro de Santa Cruz |             |
|        | Imperador Heraclio com a Santa Cruz                  | Cristóvão de Figueiredo                | 1522                | Políptico do Mosteiro de Santa Cruz |             |
|        | Milagre da Ressureição do Mancebo                    | Cristóvão de Figueiredo                | 1522                | Políptico do Mosteiro de Santa Cruz |             |
|        | Políptico do Mosteiro de Santa Cruz                  | Cristóvão de Figueiredo                | década de 1520 1525 |                                     |             |
|        | Ressurreição                                         | No/unknown value                       | 1525                |                                     |             |
|        | São Cosme e São Damião                               | Garcia Fernandes                       | 1525                |                                     |             |
|        | São Cosme e São Damião                               | No/unknown value                       | 1530                |                                     |             |
|        | Tríptico da Aparição de Cristo à Virgem              | Garcia Fernandes                       | 1531                |                                     |             |
|        | Rainha Santa Isabel, o Milagre das Rosas             | No/unknown value                       | 1540                |                                     |             |
|        | Lamentação de Cristo                                 |                                        | década de 1570      |                                     |             |
|        | Beijo de Judas                                       | Simão Rodrigues Domingos Vieira Serrão | 1608                |                                     |             |
|        | Nascimento da Virgem Maria                           | Simão Rodrigues Domingos Vieira Serrão | 1611                |                                     |             |
|        | Martírio do Beato Francisco Aranha                   | Manuel Henriques                       | década de 1630      |                                     |             |
|        | Santa Maria Madalena                                 | Josefa de Óbidos                       | 1650                |                                     |             |
|        | Sagrada Família com Santa Isabel e São João Baptista | Bento Coelho da Silveira               | 1650                |                                     |             |
|        | Lactação de São Bernardo                             | Josefa de Óbidos                       | década de 1660      |                                     |             |
|        | Pentecostes                                          | Josefa de Óbidos                       | década de 1660      |                                     |             |
|        | Última Ceia                                          | Bento Coelho da Silveira               | 1670                |                                     |             |
|        | Adoração dos Magos                                   | André Gonçalves                        | 1750                |                                     |             |
|        | Investidura da casula a Santo Ildefonso              | André Gonçalves                        | 1757                |                                     |             |
|        | Retrato de D. Miguel da Anunciação                   |                                        | 1779                |                                     |             |
|        | Adoração dos Pastores                                | André Gonçalves                        | século XVIII        |                                     |             |
|        | Santíssimo Sacramento                                |                                        | século XVIII        |                                     |             |
|        | Le Déjeuner                                          | Manuel Jardim                          | 1910                |                                     |             |
|        | Cabeça de Perfil                                     | Manuel Jardim                          | 1920                |                                     |             |
|        | A mulher com leque                                   | Manuel Jardim                          | século XX           |                                     |             |

∑ 42 items.